# Astilboides
Astilboides là một chi thực vật có hoa trong họ Saxifragaceae.